# Lewes Castle
Lewes Castle is een middeleeuws kasteel in de stad Lewes, in het Engelse graafschap East Sussex. De oorspronkelijke naam was Bray Castle, en op een dominante plaats bewaakt het de kloof die door de Ouse doorheen de South Downs is gevormd. Het staat op een door mensen gemaakte heuvel en is gebouwd uit lokale kalksteen en uit vuursteen blokken.

## Geschiedenis
Lewes Castle is een zogenaamd mottekasteel, maar heeft ongebruikelijk 2 mottes. Het enige andere kasteel in Engeland dat 2 mottes heeft is Lincoln Castle.
De eerste motte, genaamd 'Brack Mount', is voltooid kort na de Normandische verovering van Engeland in 1066 en de tweede motte, met de naam 'the Keep' is afgewerkt laat in de 11e eeuw. Beide mottes zijn gebouwd door Willem van Warenne, 1e graaf van Surrey. De mottes zouden oorspronkelijk bekroond geweest zijn met houten palissades, maar die zijn in het begin van de 12e eeuw vervangen door een shell keep uit metselwerk. De voorburcht had eveneens een stenen muur met torens.
Soldaten vertrokken in 1264 vanuit dit kasteel om deel te nemen aan de Slag bij Lewes tegen Simon V van Montfort.
In de 13de eeuw werden torens toegevoegd aan een van de shell keeps, en in de 14e eeuw een barbacane. Toen de laatste graaf van Warenne, John, 7e graaf van Surrey, zonder erfgenaam in 1347 stierf, werd hij begraven in Lewes Priory. Zijn titel kwam toe aan zijn neef Richard FitzAlan, 10e graaf van Arundel.